# Orgilus striatus
Orgilus striatus är en stekelart som beskrevs av Muesebeck 1970. Orgilus striatus ingår i släktet Orgilus och familjen bracksteklar. Inga underarter finns listade i Catalogue of Life.